# Hevesy Iván
Hevesy Iván (Kapuvár, 1893. december 7. – Budapest, 1966. január 29.) magyar film- és fotóesztéta, film- és művészettörténész.

## Élete
Apja Hevesi János polgári iskolai tanár, lapszerkesztő, anyja, Sikor Margit, Toldy Ferenc unokája volt. 1897-től tíz éven át a család Szegeden élt. Újpesten járt középiskolába, irodalomtanára Babits Mihály. Az egyetemen művészettörténetet tanult és megismerkedett Kassák Lajossal és körével, barátságot kötött Bortnyik Sándorral, valamint Moholy-Nagy Lászlóval, akinek 1918-as megkeresztelkedésétől keresztapja is. 1917-től kezdve írásai jelentek meg a Ma, a Kékmadár és a Nyugat című folyóiratokban. A Tanácsköztársaság bukása után itthon maradt, de amennyire tehette, fenntartotta a kapcsolatot a Bécsbe emigrált baloldali művészekkel és írókkal. 1920-as években a Nyugat, a Független Szemle, a Magyar Írás színikritikusa és filmkritikusa. 1922-ben Magyarországon a modern művészettel foglalkozó könyve jelent meg, 1925-ben publikálta első fontos könyvét a filmművészetről.
1929-ben feleségül vette Kálmán Kata fotóművészt. Palasovszky Ödön és a Bécsből hazatért Bortnyik társaságában munkatársa a Zöld Szamár nevű kísérleti színháznak. 1930-tól fotóművészeti írásokat és füzeteket publikált. Saját kiadásában művészettörténeti, film- és fotótörténeti könyveket jelentetett meg, míg anyagilag tönkre nem ment.
Az 1930-as évek közepén az Új Lexikon (Dante Kiadó) főmunkatársa, és a Révai nagy lexikona több fontos művészeti szócikkének szerzője. 1943-ban két saját filmkönyve jelent meg; nagy bevezető tanulmányt írt Bortnyik Sándor és Rabinovszky Máriusz Két évezred művészete című albumához.
A második világháború idején családjával vidéken húzódott meg. 1947-től négy évig az Iparművészeti Főiskola tanára volt. 1951-ben kényszer-nyugdíjazták, írásai 1957-ig nem jelentek meg. 1957 után a Fotó és a Filmvilág hasábjain rendszeresen publikált. Két jelentős fotótörténeti könyve jelent meg. Az 1960-as években látása romlani kezdett és rövid idő alatt teljesen megvakult. A Magyar Filmtudományi Intézet – ma Filmintézet előbb sokszorosítva, majd halála után nyomtatásban megjelentette filmtárgyú könyveit.
Születésének 100. évfordulójára a Filmintézet a Tudományos Akadémia kézirattárában őrzött eredeti szövegei alapján bővített kiadásban jelentette meg A némafilm egyetemes története című művét, és az Örökmozgó moziban szerény emlékkiállítást rendeztek. Írásainak egy része ma is kéziratban van.

## Munkássága
Hevesy Iván úttörő szerepet játszott a magyar avantgárd történetében. Egész pályáján rendkívüli nehézségekkel küzdött, tanulmányutakra nem volt lehetősége. Sem a Horthy-korszakban, sem 1945 után nem támogatta a "kultúrpolitika": semmiféle kompromisszumra nem volt hajlandó, ellentétben barátjával, a hajlékonyabb Bortnyik Sándorral Az ötvenes évek nagy részében nem taníthatott, nem publikálhatott. Életpályája hasonlít kicsit egykori mestere, Kassák Lajoséhoz.
A hatvanas évektől a szűkebb foto- és filmművészeti szakma és szakirodalom folyamatosan nagy becsben tartotta, halála után nőni látszott a jelentősége. Kéziratainak publikálása, műveinek rendezett, kritikailag feldolgozott újrakiadásának és valamivel szélesebb körű megismertetésének hiányában a becsültség ellenére Hevesy Iván utókora ugyanolyan mostoha, mint élete volt.

## Főbb művei
- Futurista, expresszionista és kubista festészet (1919)
- Rajna kincse, Walkür, Siegfried, Istenek alkonya drámai és zenei elemzése. 95 vezérmotivum kótájával; Táltos, Bp., 1921 (Wagner Richárd zenedrámái)
- A Nibelung gyűrűje. Általános ismertetés 95 vezérmotivum kótájával; Táltos, Bp., 1921 (Wagner Richárd zenedrámái)
- Rienzi, A bolygó hollandi, Tannhäuser, Lohengrin drámai és zenei elemzése. 88 vezértéma kótájával; Táltos, Bp., 1921 (Wagner Richárd zenedrámái)
- A művészet agóniája és reinkarnációja; Pallas Ny., Bp., 1922 (Manifesztum kiadások)
- Az impresszionizmus művészete; Kner, Gyoma, 1922
- A posztimpresszionizmus művészete; Kner, Gyoma, 1922
- A futurizmus, expresszionizmus és kubizmus művészete; Kner, Gyoma, 1922
- Boromisza Tibor; Amicus, Bp., 1922 (Új művészet)
- Az izmusok művészete (Kner Kiadó, 1922)
- Kádár Béla; Amicus, Bp., 1922 (Új művészet)
- Palasovszky Ödön–Hevesy Iván: Új művészetet! Kiáltvány a tömegek új kultúrájáért; Merkantil, Bp., 1922 (Manifesztum kiadások)
- Wagner Richárd zenedrámái I-II. (Táltos Kiadása, 1924)
- Tristan és Isolde, Parsifal drámai és zenei elemzése; Táltos, Bp., 1924 (Wagner Richárd zenedrámái)
- A nürnbergi mesterdalnokok drámai és zenei elemzése; Táltos, Bp., 1924 (Wagner Richárd zenedrámái)
- Wagner Richárd élete; Táltos, Bp., 1924 (Wagner Richárd zenedrámái)
- A filmjáték esztétikája és dramaturgiája; Athenaeum, Bp., 1925 (Élet és tudomány)
- Elisabeth Bergner a filmen; Jakab Ny., Bp., 1927
- Hevesy Iván–Dévai Béla: A film kulisszatitkai; Jakab Ny., Bp., 1928
- Egyetemes művészettörténet. I. köt. Primitív művészet. Kőkorszaki, indián, néger, pápua, maori művészet; Alfa, Bp., 1929
- A modern fotóművészet; szerzői, Bp., 1934
- A mozgásfényképezés technikája. Riport- és sportfelvétel. Fényképekkel, táblázatokkal; Hafa, Bp., 1935 (Hafa könyvtár)
- Fényképezés túrán és utazáson; Hatschek-Farkas, Bp., 1935 (Hafa könyvtár)
- Az infra-vörös fényképezés csodái; Hatschek-Farkas, Bp., 1935 (Hafa könyvtár)
- Válogatott, kipróbált receptek eredményes fotomunkára; szerk. Hevesy Iván; Hatschek-Farkas, Bp., 1935 (Hafa könyvtár)
- Az éjjeli felvétel. Fényképezés uccán, holdfénynél. Expoziciós táblázatokkal; Tolnai Ny., Bp., 1936 (Hafa könyvtár)
- Az éjjeli felvétel; HAFA, Bp., 1936 (Hafa könyvtár)
- Fényképezés műfénynél; Hatschek-Farkas, Bp., 1936 (Hafa könyvtár)
- Jó színszűrő – szép kép! Képmellékletekkel; Hafa, Bp., 1936 (Hafa könyvtár)
- Fényképezés télen. Hó, jég, köd, zúzmara és téli sport. Képmellékletekkel; Hafa, Bp., 1936 (Hafa könyvtár)
- A nagyítás technikája; Hatschek-Farkas, Bp., 1936 (Hafa könyvtár)
- A fényképezés technikája, 1-4.; HAFA, Bp., 1937
- Fényképezés rossz időben; Tolnai Ny., Bp., 1937 (Hafa könyvtár)
- Fényképezés Box-géppel; Tolnai Ny., Bp., 1937 (Hafa könyvtár)
- Mindent Pánra! A pankromatikus fényképezés technikája; Hatschek-Farkas, Bp., 1937 (Hafa könyvtár)
- Helyes beállítás – éles kép. Hogyan kell éles képet fotografálni; Hatschek-Farkas, Bp., 1937 (Hafa könyvtár)
- Fotografálás fénnyel szemben, oldalfényben, reflexfényben; Tolnai Ny., Bp., 1937 (Hafa)
- A tökéletes fénykép. Felvételi és kidolgozási hibák. A hibák megelőzése és orvoslása; Tolnai Ny., Bp., 1937 (Hafa könyvtár)
- A modern fotoművészet (szerzői kiadás, 1938)
- A színszűrő kézikönyve; HAFA, Bp., 1938
- A fényképezés technikája; 2. bőv. kiad.; HAFA, Bp., 1938
- A tájképfotografálás technikája; Hafa, Bp., 1938 (Hafa könyvtár)
- Jó színszűrő – szép kép. 2., Milyen szűrővel? Milyen negatív anyagra?; Tolnai Ny., Bp., 1938 (Hafa könyvtár)
- Mozgó témák fényképezése; Tolnai Ny., Bp., 1938 (Hafa könyvtár)
- Az arckép, önarckép, kettős portré, gyerekarckép, csoportkép fényképezése. Felvételi és megvilágítási vázlatokkal, képmellékletekkel; Tolnai Ny., Bp., 1938
- Fényképezés lámpafényben, reflektorral, magnéziummal és az éjjeli felvétel; HAFA, Bp., 1939 (HAFA-fotókönyvek)
- A fényképezés művészete; Hatschek-Farkas, Bp., 1939
- A fényképezés nagy mesterei. A fotóművészet 100 esztendeje; Hatschek és Farkas, Bp., 1939
- A pontos és helyes expozíciós idő meghatározása; Tolnai Ny., Bp., 1939 (Hafa könyvtár)
- Fényképezési mesterfogások, tréfák és fortélyos felvételek; Hafa, Bp., 1940 (Hafa könyvtár)
- A gyerekek fényképezése; Hafa, Bp., 1940 (Hafa könyvtár)
- Fényképezés a Balatonon; Hafa, Bp., 1940 (Hafa könyvtár)
- Fényképezés fénnyel szemben; Bp., 1940 (Hafa könyvtár)
- Hogyan fényképezzünk?; Bp., 1940 (Hafa könyvtár)
- Az ősművészet és a primitív népek művészete; Dr. Vajna és Bokor, Bp., 1941
- A magyar táj és a magyar tájkép; Kner Ny., Gyoma, 1941
- A mélységi élesség. Teljes képélesség tükör, távmérő, mattüveg nélkül is! Új rendszerű mélységű élességi táblázatok. Rajzokkal és képmellékletekkel; Maretich Testvérek, Bp., 1941 (Hafa könyvtár)
- A fényképezőgép és a negatív-anyag; Maretich Ny., Bp., 1941 (Hafa könyvtár)
- A felvétel kidolgozása. 1., A negatíveljárás. Tekercsfilmek, csomagfilmek és lemezek előhívása és rögzítése; Maretich Ny., Bp., 1941 (Hafa könyvtár)
- A felvétel kidolgozása. 2., A pozitív eljárás. Másolatok és nagyítások készítése; Maretich Ny., Bp., 1941 (Hafa könyvtár)
- Az állatok fényképezése; Hatschek-Farkas, Bp., 1942 (Hafa könyvtár)
- A nagyítás technikája és művészete; rajz Kálmán Klára; 6. átdolg. bőv. kiad.; Hafa, Bp., 1942 (Hafa könyvtár)
- A fényképezők receptkönyve. A legjobb receptek és amatőr-laboratoriumi eljárások korszerű gyűjteménye; Hafa, Bp., 1942 (Hafa könyvtár)
- Fényképezés kisfilmes géppel; Hafa, Bp., 1942 (Hafa könyvtár)
- Egy szempillantás alatt leolvashatjuk, hogy valamely témára mikor, mennyit exponáljunk?; szerk. Hevesy Iván; HAFA, Bp., 1942
- Az arckép fényképezése; rajz Kálmán Klára; 3. átdolg., bőv. kiad.; Hafa, Bp., 1942 (Hafa könyvtár)
- Bortnyik Sándor–Hevesy Iván–Rabinovszky Máriusz: Kétezer év festészete; Dante, Bp., 1943
- Az infra-vörös fényképezés csodái; 3. átdolg., bőv. kiad.; Hafa, Bp., 1943 (Hafa könyvtár)
- A film életrajza. A film őskora és hőskora. A film dramaturgiája; Harschek-Farkas, Bp., 1943
- Fényképezzünk jól és szépen arcot, csoportot, gyereket, riport-, sport-, munkajelenetet, városképet, tájképet, növényt, állatot, csendéletet, reprodukciót; Hatschek-Farkas, Bp., 1943
- Fényképezés falun; Hafa, Bp., 1944 (Hafa könyvtár)
- Művelődés és művészettörténet; jegyzet Hevesy Iván előadása nyomán; Stachora soksz., Bp., 1947
- Nagyítás, képkivágás; Műszaki, Bp., 1956 (Fotosorozat)
- A fényképezés technikája; Műszaki, Bp., 1957
- A magyar fotoművészet története (Bibliotheca, 1958)
- Az egyetemes fotoművészet története (Bibliotheca, 1964)
- A némafilm egyetemes története, 1895-1929, 1-2.; bev. Magyar Bálint; Építésügyi Tájékoztató Központ, Bp., 1967 (Filmművészeti könyvtár)
- Az új művészetért. Válogatott írások; vál., szerk., jegyz., előszó Krén Katalin; Gondolat, Bp., 1978
- A filmjáték esztétikája és dramaturgiája; Múzsák–Magyar Filmintézet, Bp., 1985
- A némafilm egyetemes története, 1895-1929; szöveggond., jegyz. Erdélyi Z. Ágnes és Karcsai Kulcsár István; Magyar Filmintézet, Bp., 1993
- A modern képzőművészet útjai; utószó Tasnádi Attila; Aqua, Bp., 1993